# Ergonom

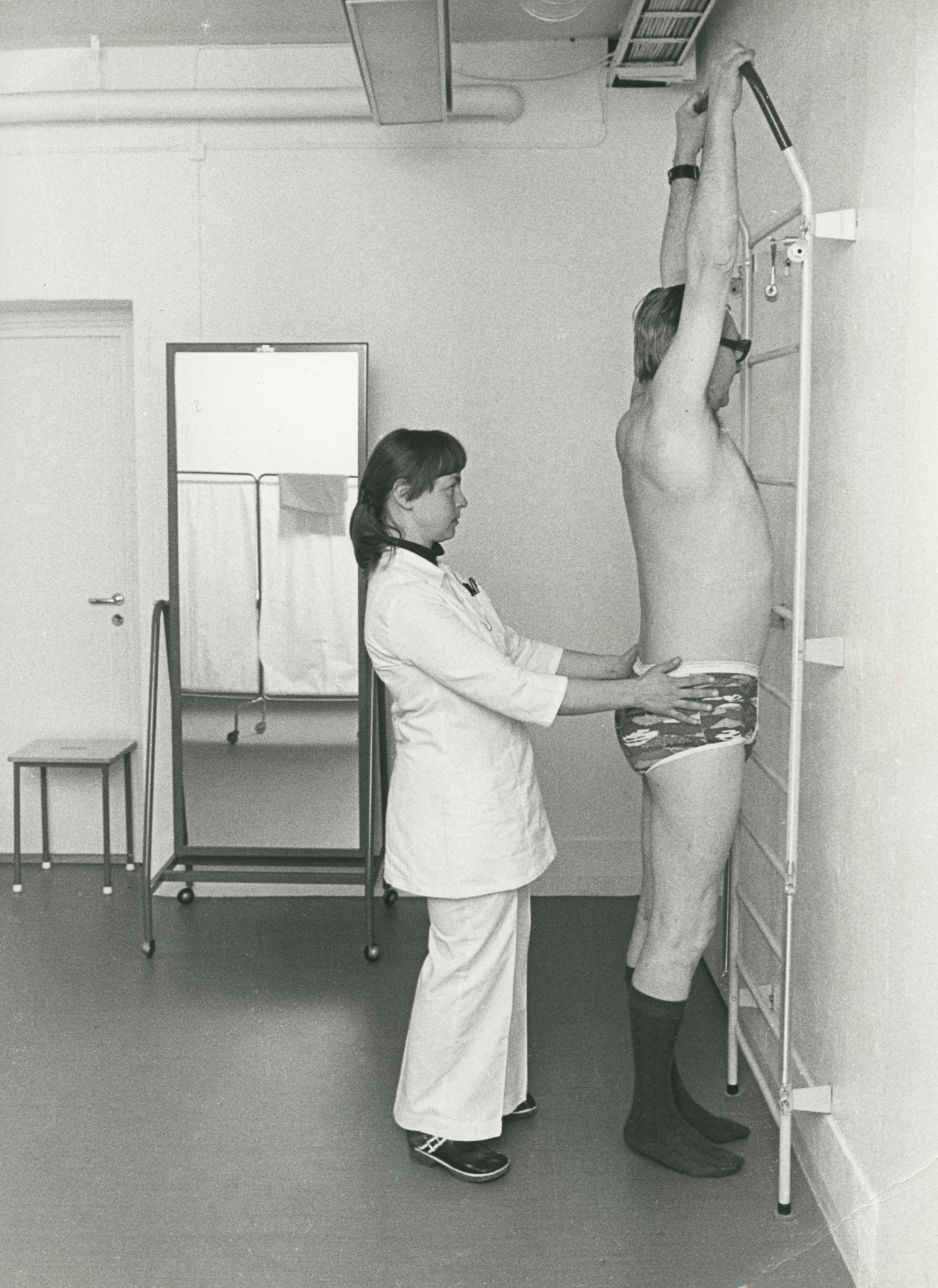
En sjukgymnast/ergonom genomför en hälsoundersökning inom företagshälsovården.

Ergonom är en person som yrkesmässigt arbetar med ergonomi. Ergonomi definieras enligt Ergonomi- och Human Factors Sällskapet (EHSS) som:
"[..] ett tvärvetenskapligt forsknings- och tillämpningsområde som i ett helhetsperspektiv behandlar samspelet människa-teknik-organisation i syfte att optimera hälsa och välbefinnande samt prestanda vid utformning av produkter och system." Svensk tolkning, EHSS
Ergonom är ingen skyddad yrkestitel och därav finns det flera vägar att skaffa sig utbildning och kompetens för att kunna kalla sig ergonom. Följande universitet och högskolor i Sverige erbjuder utbildningar i ergonomi (2018):
Högskolan i Gävle (masterprogram (120 hp) i arbetshälsovetenskap)
Karolinska Institutet, Stockholm (magisterutbildning i arbete och hälsa (60 hp). Distansutbildning som löper på halvfart och man kan välja på tre inriktningar: beteendevetenskap, ergonomi och företagssköterska)
Kungliga Tekniska Högskolan (KTH) (tvärprofessionellt magisterprogram i ergonomi (60 hp): Ergonomi och människa-teknik- organisation).
Lunds Universitet (masterprogram (120 hp) i medicinsk vetenskap där man väljer specialiseringen arbetsmiljö och hälsa. Man kan också välja att ta en magisterexamen (60 hp)
Umeå Universitet (magisterprogram (60 hp) i arbetsliv och hälsa. Programmet är tvärvetenskapligt och ges på heltid som en distansutbildning med campusträffar.)
Även om ergonom inte är en skyddad yrkestitel i sig kan man bli certifierad som Europaergonom om man har tillräcklig utbildning och erfarenhet.
Som ergonom kan man jobba inom flera olika fält. De flesta ergonomer är anställda eller verkar som konsulter inom företagshälsan, där man jobbar på individ, grupp eller organisationsnivå med att bland annat :
- instruera hur man använder optimala arbetsställningar, arbetsrörelser samt arbetssätt
- ge råd om hur man upprätthåller och förbättrar sin funktion och arbetsförmåga
- vägleda anställda i hur de får en hälsosam fysisk belastning i sitt arbete
- kartlägga arbetsmiljön avseende den fysiska och psykosociala belastningen genom arbetsplatsbesök
- arbeta fram funktionella lösningar i samverkan med de anställda
- delta i arbetsplatsutvecklingsprojekt
- utbilda inom systematiskt arbetsmiljöarbete, belastningsergonomi och arbetsteknik
- stödja ledningen i deras systematiska arbetsmiljöarbete
- arbeta fram och implementera rutiner som en del av det systematiska arbetsmiljöarbetet
- ge råd om planering och utformning av arbetsplatser och lokaler, vid ombyggnationer samt vid inköp av arbetsredskap och möbler

En ergonom arbetar också med att, tillsammans med formgivare och ingenjörer, "[...] säkerställa att system, produkter, platser och processer blir möjliga att använda bekvämt, effektivt och säkert", att utvärdera befintliga produkter och tjänster, samt att en slutprodukt uppfyller användarens behov .
Förutom ovanstående jobbar ergonomer också på någon av de sju Arbets- och miljömedicinska klinikerna som finns i Sverige med att utreda arbetssjukdomar och -skador eller på Arbetsmiljöverkets Inspektionsavdelning med att utföra arbetsplatsinspektioner eller ta fram och utforma föreskrifter inom området.